# Gail Bowen
Gail Dianne Bowen (* 22. September 1942 in Toronto, Ontario) ist eine kanadische Schriftstellerin, Hochschullehrerin und Dramatikerin. Sie zählt zu den Kriminalschriftstellern.

## Leben
Als Gail Dianne Bartholomew 1944 in Toronto geboren, besuchte sie die University of Toronto, die University of Waterloo und die University of Saskatchewan. Im Anschluss daran unterrichtete sie Englisch an der University of Saskatchewan. Später war sie Außerordentliche Professorin für Englisch an der First Nations University of Canada, bevor sie in den Ruhestand ging.
Sie lebt mit ihrem Mann Ted Wren Bowen, den sie 1968 geheiratet hat, gegenwärtig in Regina, Saskatchewan. Das Paar hat drei Kinder.
Bowens Kriminalromane entwickelten den Charakter der fiktiven Figur Joanne Kilbourn, einer verwitweten Mutter, politischen Analystin und Universitätsprofessorin, die sich selbst gelegentlich in Kriminaluntersuchungen in den verschiedenen Regionen Saskatchewans verwickelt sieht. Sechs dieser Geschichten wurden vom kanadischen Fernsehen als Fernsehfilme durch Shaftesbury Films adaptiert.
Ihre Werke sind bis heute ins Deutsche, Niederländische und Chinesische übersetzt worden.
Gail Bowen produzierte darüber hinaus diverse Theaterstücke. Dazu gehören Dancing in Poppies, eine Adaption von Die Schöne und das Biest, und mit The Tree eine Adaption des Peter-Pan-Themas, die allesamt am Globe Theatre in Regina ihre Premiere erlebten. Außerdem verfasste die Autorin The World According to Charlie D., ein Hörspiel, das sich um einen Radio Talkshow-Gastgeber drehte, welches CBC/Radio-Canada 2007 ausstrahlte. Ein Sequel wurde im August 2008 gesendet und von sechs anderen englischsprachigen Ländern übernommen.

## Auszeichnungen
Für ihren Kriminalroman A Colder Kind of Death wurde sie 1995 mit dem Arthur Ellis Award ausgezeichnet.

## Werk
Romane
- 1919: The Love Letters of George and Adelaide (1986) Western Producer Prairie Books
- Deadly Appearances (1990) Douglas & McIntyre
- Murder at the Mendel (1991, in den Vereinigten Staaten als Love and murder veröffentlicht) Douglas & McIntyre
- The Wandering Soul Murders (1992) Douglas & McIntyre
- A Colder Kind of Death (1994, Gewinner des Arthur Ellis Awards) McClelland & Stewart
  - Ein Mord wie Samt und Seide. Aus dem Amerikanischen von Tatjana Kruse. Econ, Düsseldorf 1998, ISBN 3-612-25232-1.
- A Killing Spring (1996) McClelland & Stewart
  - Der Campus-Mord. Aus dem Amerikanischen von Tatjana Kruse. Econ-und-List-Taschenbuch-Verlag, München 1999, ISBN 3-612-25239-9.
- Verdict in Blood (1998) McClelland & Stewart
  - Das Verdict. Aus dem Englischen von Tatjana Kruse, Ullstein, München 2000, ISBN 3-548-24985-X.
- Burying Ariel (2000) McClelland & Stewart
- The Glass Coffin (2002) McClelland & Stewart
  -  Der gläserne Sarg. Aus dem kanadischen Englisch von Klaus Timmermann und Ulrike Wasel, Berliner Taschenbuch-Verlag, Berlin 2005, ISBN 3-8333-0329-8.
- The Last Good Day (2004) McClelland & Stewart
- The White Bear (2005) McClelland & Stewart
- The Endless Knot (2006) McClelland & Stewart
- The Brutal Heart (2008) McClelland & Stewart
- The Nesting Dolls (2010) McClelland & Stewart
- Love You to Death (2010) Orca Book Publishers – Rapid Reads
- One Fine Day You're Gonna Die (2010) Orca Book Publishers – Rapid Reads
- The Shadow Killer (2011) Orca Book Publishers – Rapid Reads
- Kaleidoscope (2012) McClelland & Stewart
- The Thirteenth Rose (2013) Orca Book Publishers – Rapid Reads
- The Gifted (2013) McLelland & Stewart

Theaterstücke
- Dancing in Poppies (1993)
- Beauty and the Beast (1993)
- The Tree (1994)